# بازیافت پلاستیک

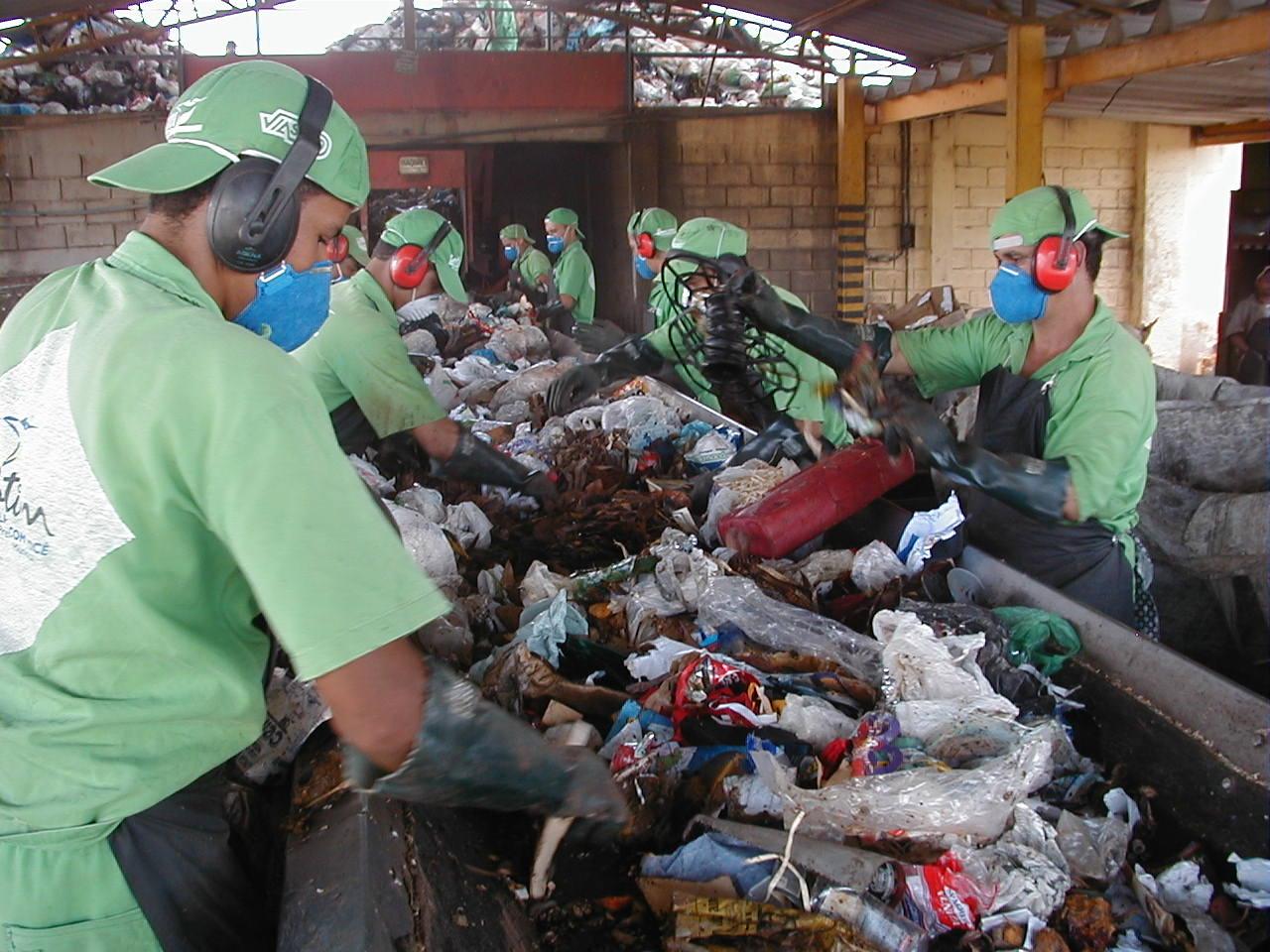
تریاژ دستی مواد برای بازیافت.

بازیافت پلاستیک (به انگلیسی: Plastic recycling) فرایند بازیابی ضایعات پلاستیکی و فرآوری مجدد آنها به محصولات مفید است. به دلیل گمراه کننده بودن نمادها در بسته‌بندی‌های پلاستیکی و موانع فنی متعدد، کمتر از ۱۰٪ از پلاستیک‌های ضایعاتی بازیافت شده‌اند. در مقایسه با بازیافت سودآور فلزها، و مشابه با بازیافت کم ارزش شیشه‌ها، بازیافت پلیمرهای پلاستیکی اغلب به دلیل چگالی پایین و سود کم آن چالش برانگیزتر است.
کارخانه‌های بازیابی مواد وظیفه مرتب‌سازی و پردازش پلاستیک‌ها را بر عهده دارند. از سال ۲۰۱۹، به دلیل محدودیت‌های اقتصادی، این کارخانه‌ها برای کمک به زنجیره تأمین پلاستیک تلاش کرده‌اند. صنعت پلاستیک حداقل از دهه ۱۹۷۰ می‌داند که بازیافت اکثر پلاستیک‌ها به دلیل این محدودیت‌ها بعید است. با این وجود، این صنعت برای گسترش بازیافت لابی کرده‌است در حالی که این شرکت‌ها همچنان به تولید پلاستیک بکر ادامه می‌دهند.

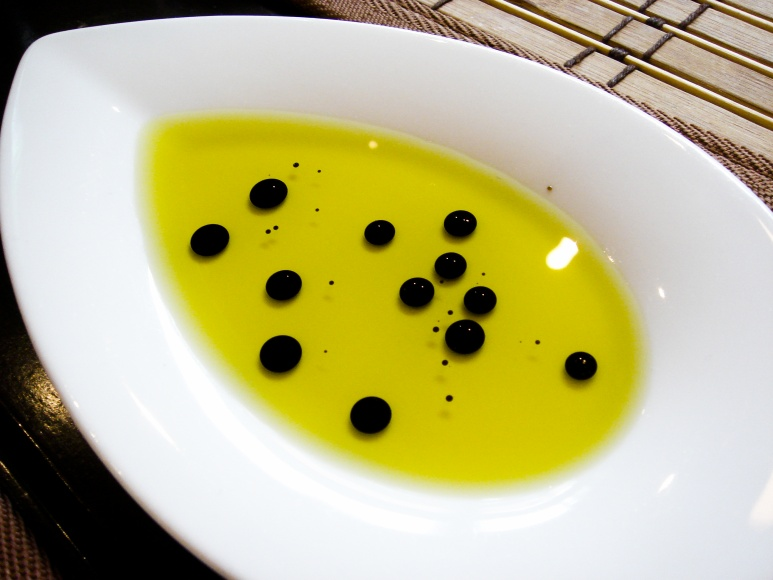
جدایش فازی روغن و سرکه بالزامیک. مشابه چنین پدیده ای در هنگام اختلاط بسیاری از پلاستیک‌های مذاب با هم رخ می‌دهد.

وقتی انواع مختلف پلاستیک‌ها در کنار هم ذوب می‌شوند، مانند روغن و آب تمایل به جدایش فازی دارند و در لایه‌هایی بر روی هم قرار می‌گیرند. مرزهای فازی باعث ضعف ساختاری در ماده حاصل می‌شود، به این معنی که این مخلوط‌های پلیمری فقط در کاربردهای محدودی قابل استفاده هستند. به همین دلیل است که صنعت پلاستیک، کدهای شناسایی رزین را ایجاد کرده‌است. پلی پروپیلن و پلی اتیلن، دو پلاستیک ساخته شده به‌طور گسترده نیز چنین رفتاری دارند که این امر کاربرد آنها را برای بازیافت محدود می‌کند. هر بار که پلاستیک بازیافت می‌شود، باید مواد بکر اضافی به آن افزوده شود تا به بهبود یکپارچگی مواد کمک کند. به این طریق، حتی پلاستیک بازیافتی نیز از مواد پلاستیکی جدید استفاده می‌کند. بعلاوه، آن قطعه پلاستیکی فقط ۲ تا ۳ بار قابل بازیافت است. بنابراین، حتی وقتی پلاستیک‌ها کد رزینی دارند یا برای بازیافت جمع‌آوری می‌شوند، فقط قسمت کوچکی از آن مواد بازیافت می‌شود. به عنوان مثال، تا سال ۲۰۱۷، تنها ۸ درصد از پلاستیک‌های ایالات متحده بازیافت شده‌است.
از آنجا که تقریباً تمام پلاستیک‌ها غیر-زیست تجزیه پذیر هستند، بازیافت می‌تواند نقشی در کاهش زباله‌های پلاستیکی داشته باشد. این امر به عنوان مثال برای کاهش تقریباً ۸ میلیون تن پلاستیک زائد که هر ساله وارد اقیانوس‌ها می‌شود، بسیار مهم است. با این حال، به دلیل پیچیدگی بازیافت پلاستیک‌ها، مقدار بسیار زیادی از پلاستیک‌هایی که برای بازیافت جمع‌آوری می‌شوند به روش‌های دیگری غیر از بازیافت فراوری می‌شوند، برای مثال آنها را می‌سوزانند یا بدون هیچ گونه فراوری آنها را در زمین دفن می‌کنند.

## روش‌ها
یکی از روش های موجود برای بازیافت پلاستیک (مخصوصا بطری های پت) آسیاب و شستشو ، و سپس ذوب کردن مواد (گرانول سازی) میباشد 

## نرخ بازیافت

نقشه جهانی تولید زباله‌های پلاستیکی کشورها بر حسب تن در سال. (۲۰۱۰)

از سال ۱۹۹۰ حداقل هر ساله مقدار پلاستیک‌های مصرفی بازیافت شده افزایش یافته‌است، اما میزان آن از موارد دیگری مانند روزنامه (حدود ۸۰٪) و تخته فیبر موج دار (حدود ۷۰٪) بسیار عقب است. به‌طور کلی، زباله‌های پلاستیکی پس از مصرف ایالات متحده برای سال ۲۰۰۸، ۳۳٫۶ میلیون تن تخمین زده شد. ۲٫۲ میلیون تن (۶٫۵٪) بازیافت و ۲٫۶ میلیون تن (۸٪) برای انرژی سوزانده شد. ۲۸٫۹ میلیون تن، یا ۸۶٪، در محل‌های دفن زباله دور ریخته شد.
تا سال ۲۰۱۵، تقریباً ۶٫۳ میلیارد تن زباله پلاستیکی تولید شده‌است که حدود ۹٪ آنها بازیافت شده، ۱۲٪ سوزانده شده و ۷۹٪ در محل‌های دفن زباله یا محیط طبیعی انباشته شده‌است. در سال ۲۰۱۶ فقط ۱۴٪ از زباله‌های پلاستیکی در سطح جهانی بازیافت شد. طبق گزارش‌های EPA، میزان بازیافت پلاستیک به‌طور کلی ۹٫۱٪ در سال ۲۰۱۵ بوده‌است. برخی از محصولات دارای نرخ بالاتری هستند مانند بطری‌ها و شیشه‌های PET با ۳۰٪ و بطری‌های HDPE با ۳۰٪. این نرخ‌ها نسبت به سایر مواد خاص مانند قوطی‌های فولادی، که تخمین زده می‌شود میزان بازیافت آنها ۷۱٫۳٪ در سال ۲۰۱۵ باشد، کمتر است.
نرخ استفاده از زباله‌های پلاستیکی ژاپن در سال ۱۹۹۶ برابر ۳۹٪ بود، در سال ۲۰۰۶ به ۷۳٪، در سال ۲۰۱۱ به ۷۷٪ افزایش یافت، ۸۳٪ در سال ۲۰۱۴، و طبق اعلام مؤسسه مدیریت پسماندهای پلاستیکی کشور ۸۶٪ در سال ۲۰۱۷ است.
وقتی تولیدکنندگان کالاهای بسته‌بندی شده مخلوط کردن مواد پلاستیکی بسته‌بندی را به حداقل می‌رسانند و آلاینده‌ها را از بین می‌برند، درصد پلاستیکی که می‌تواند به‌طور کامل بازیافت شود، افزایش می‌یابد. انجمن بازیافت کنندگان پلاستیک «راهنمای طراحی برای بازیافت پذیری» را صادر کرده‌است.

## کد شناسایی پلاستیک
هفت گروه از پلیمرهای پلاستیکی، هر کدام با خواص خاص، در سراسر جهان برای کاربردهای بسته‌بندی مورد استفاده قرار می‌گیرند (جدول زیر را ببینید). هر گروه از پلیمرهای پلاستیکی را می‌توان با کد شناسایی پلاستیکی (PIC)، معمولاً یک عدد یا یک حرف اختصاری، شناسایی کرد. به عنوان مثال، پلی اتیلن با چگالی کم را می‌توان با شماره "۴" یا حروف "LDPE" تشخیص داد. کد شناسایی پلاستیکی در داخل نماد بازیافت ظاهر می‌شود.
PIC توسط انجمن صنایع پلاستیک در سال ۱۹۸۸ برای ارائه یک سیستم یکنواخت برای شناسایی انواع مختلف پلیمرها و کمک به شرکت‌های بازیافت برای جدا کردن پلاستیک‌های مختلف برای پردازش مجدد، ارائه شد. تولیدکنندگان محصولات پلاستیکی موظف هستند در برخی کشورها / مناطق از برچسب‌های PIC استفاده کنند و می‌توانند داوطلبانه محصولات خود را در صورت عدم نیاز به PIC علامت گذاری کنند.
مصرف‌کنندگان می‌توانند انواع پلاستیک را براساس کدهایی که معمولاً در زیر یا کنار محصولات پلاستیکی یافت می‌شوند، از جمله بسته‌بندی مواد غذایی یا مواد شیمیایی و ظروف، شناسایی کنند. بیشتر مصرف‌کنندگان تصور می‌کنند که چون کد رزینی روی ظرف است، به دلیل شباهت به نماد بازیافت، می‌توان آن را بازیافت کرد. با این حال، ASTM International، سازمان استاندارد مسئول نماد بین‌المللی به صراحت اظهار می‌دارد: «استفاده از کد شناسایی رزین بر روی یک پلاستیک تولید شده به معنای بازیافتی بودن ماده یا وجود سیستم‌هایی برای پردازش مؤثر ماده برای احیا یا استفاده مجدد نیست.»
| کد شناسایی پلاستیک | نوع پلیمر پلاستیکی                     | خواص                                                                                   | کاربردهای متداول در بسته‌بندی | دمای ذوب و انتقال شیشه (درجه سلسیوس)                        | مدول یانگ (گیگاپاسکال)                |
| ------------------ | -------------------------------------- | -------------------------------------------------------------------------------------- | --- | ----------------------------------------------------------- | ------------------------------------- |
|                    | Polyethylene terephthalate (PET, PETE) | شفافیت، قدرت، مقاومت، مانع در برابر گاز و رطوبت.                                       | بطری‌های نوشابه، آب و سالاد؛ شیشه کره بادام زمینی و مربا؛ درب‌های مخروط بستنی؛ لوازم الکترونیکی کوچک مصرفی | Tm = 250; Tg = 76                                           | 2–2.7                                 |
|                    | High-density polyethylene (HDPE)       | سختی، استحکام، چقرمگی، مقاومت در برابر رطوبت، نفوذ پذیری در برابر گاز                  | لوله‌های آب، خطوط لوله گاز و آتش‌نشانی، کانال‌های برق و مخابرات، سطل پنج گالنی، بطری‌های شیر، آب و آب میوه. کیسه‌های مواد غذایی، برخی از بطری شامپوها و لوازم بهداشتی                                                             | Tm = 130; Tg = −125                                         | 0.8                                   |
|                    | Polyvinyl chloride (PVC)               | همه‌کاره، سهولت ترکیب، قدرت، چقرمگی.                                                    | بسته‌بندی بلیستری برای کالاهای غیر غذایی، کیسه‌هایی برای استفاده غیر غذایی با افزودن نرم‌کننده‌های مورد نیاز برای انعطاف‌پذیری PVC سخت و محکم، می‌تواند برای بسته‌بندی مواد غذایی استفاده شود. عایق کابل برق، لوله، رکوردهای وینیل. | Tm = 240; Tg = 85                                           | 2.4–4.1                               |
|                    | Low-density polyethylene (LDPE)        | سهولت پردازش، استحکام، چقرمگی، انعطاف‌پذیری، سهولت در آب‌بندی، مانع رطوبت.               | کیسه‌های مواد غذایی منجمد، بطری‌های قابل فشردن، به عنوان مثال عسل و خردل. کیسه، درب ظرف انعطاف‌پذیر | Tm = 120; Tg = −125                                         | 0.17–0.28                             |
|                    | Polypropylene (PP)                     | استحکام، چقرمگی، مقاومت در برابر گرما، مواد شیمیایی، روغن و گریس، همه‌کاره، مانع رطوبت. | وسایل قابل استفاده مجدد از مایکروویو وسایل آشپزخانه، ظروف ماست، ظرف‌های مارگارین، ظروف یکبار مصرف مایکروویو؛ فنجان یکبار مصرف، درب بطری نوشابه، بشقاب                                                                         | Tm = 173; Tg = −10                                          | 1.5–2                                 |
|                    | Polystyrene (PS)                       | همه‌کاره، شفاف، شکل‌گیری راحت                                                            | کارتن تخم مرغ؛ بسته‌بندی بادام زمینی؛ فنجان، بشقاب، سینی و کارد و چنگال یکبار مصرف ظروف یکبار مصرف | Tm = 240 (only isotactic); Tg = 100 (atactic and isotactic) | 3–3.5                                 |
|                    | Other (often polycarbonate or ABS)     | به پلیمرها یا ترکیبی از پلیمرها بستگی دارد                                             | بطری‌های نوشیدنی، بطری‌های شیر کودک. موارد غیر بسته‌بندی برای پلی کربنات، دیسک‌های فشرده، شیشه‌های «نشکن»، محفظه دستگاه‌های الکترونیکی، لنزها (از جمله عینک آفتابی)، عینک طبی، چراغ‌های جلو اتومبیل، محافظ ضد شورش، پانل‌های ابزار.  | Polycarbonate: Tg = 145; Tm = 225                           | Polycarbonate: 2.6; ABS plastics: 2.3 |